# Jacques Traub
Jacques Joseph Édouard Traub, né à Cherbourg le 25 octobre 1908 et mort à Villejuif le 12 mai 1984, est un officier de marine et pilote d'aéronavale français. 

## Biographie
Fils de Marcel Traub, il entre à l'École navale en octobre 1926. Il en sort enseigne de 2e classe en octobre 1928. Il sert alors en Extrême-Orient Enseigne de vaisseau de 1re classe en octobre 1930, il est breveté canonnier en 1932 et se porte volontaire pour l'aéronavale. Il passe alors son brevet de pilote. 
Lieutenant de vaisseau en mars 1935,  il est chef du service aviation sur les croiseurs lourds Dupleix et Foch en 1936-1937, puis commande une escadrille de bombardiers. 
Pilote d'essai à la base de Saint-Raphaël, il participe à la mise au point les nouveaux hydravions ainsi qu'aux tactiques de bombardements en piqué. En 1940, il commande l'escadrille de bombardement 2 B. Sous le gouvernement de Vichy il  est affecté aux chantiers de jeunesse marine de Banyuls et Narbonne où il sert de 1941 à 1944. 
Capitaine de corvette en janvier 1944, il rejoint les Forces françaises combattantes. Il est affecté à l'état-major à Casablanca où il est chargé de l'aéronautique et des relations avec les autorités américaines. 
Capitaine de frégate en octobre 1947, directeur des études à l’École navale, il devient chef des opérations sur le porte-avions Arromanches et sert comme officier de liaison au Standing Group de l'OTAN à Washington en 1951-1952. 
Capitaine de vaisseau en juillet 1952, chef d'état-major de l'amiral Barjot en escadre en 1954 et 1955, il commande le porte-avions Bois-Belleau et sert en 1957 et 1958 en qualité de chef de cabinet du vice-amiral d'escadre Sala au SHAPE puis de l'amiral Barjot. 
Contre-amiral en novembre 1959, il est le chef d'état-major de l'amiral Douguet, secrétaire général du Comité de la défense nationale et du Comité interministériel de défense, il est le préparateur des accords militaires avec les anciennes colonies. En 1962, il commande la 3e flottille d'escorteurs d'escadre et la marine à Marseille. Sous-chef d'état-major de la marine.  
Vice-amiral en août 1964, secrétaire général de la Défense nationale rn 1965, il fut chargé du règlement des nombreux problèmes liés au retrait de la France de l'OTAN et de la négociation d'accords de défense avec les pays africains. 
Vice-amiral d'escadre en février 1967, versé dans la 2e section en novembre 1968, il préside en 1973 l'Association pour le développement des œuvres sociales de la marine et devient trésorier de l'Institut français des relations internationales. Il est élu à l'Académie des sciences d'outre-mer en février 1982.

## Récompenses et distinctions
- Grand officier de la Légion d'honneur[2],[3]
- Croix de guerre 1939–1945
- Croix de guerre des Théâtres d'opérations extérieurs
- Officier d'académie
- Officier de l'ordre du Mérite maritime
- Médaille coloniale avec agrafe "Extrême-Orient"
- Médaille d'honneur de l'Education physique en argent
- Commandeur du Nichan Iftikhar (Tunisie)
- Commandeur du Ouissam alaouite (Maroc)